# Empresa Municipal de Águas e Resíduos de Portimão

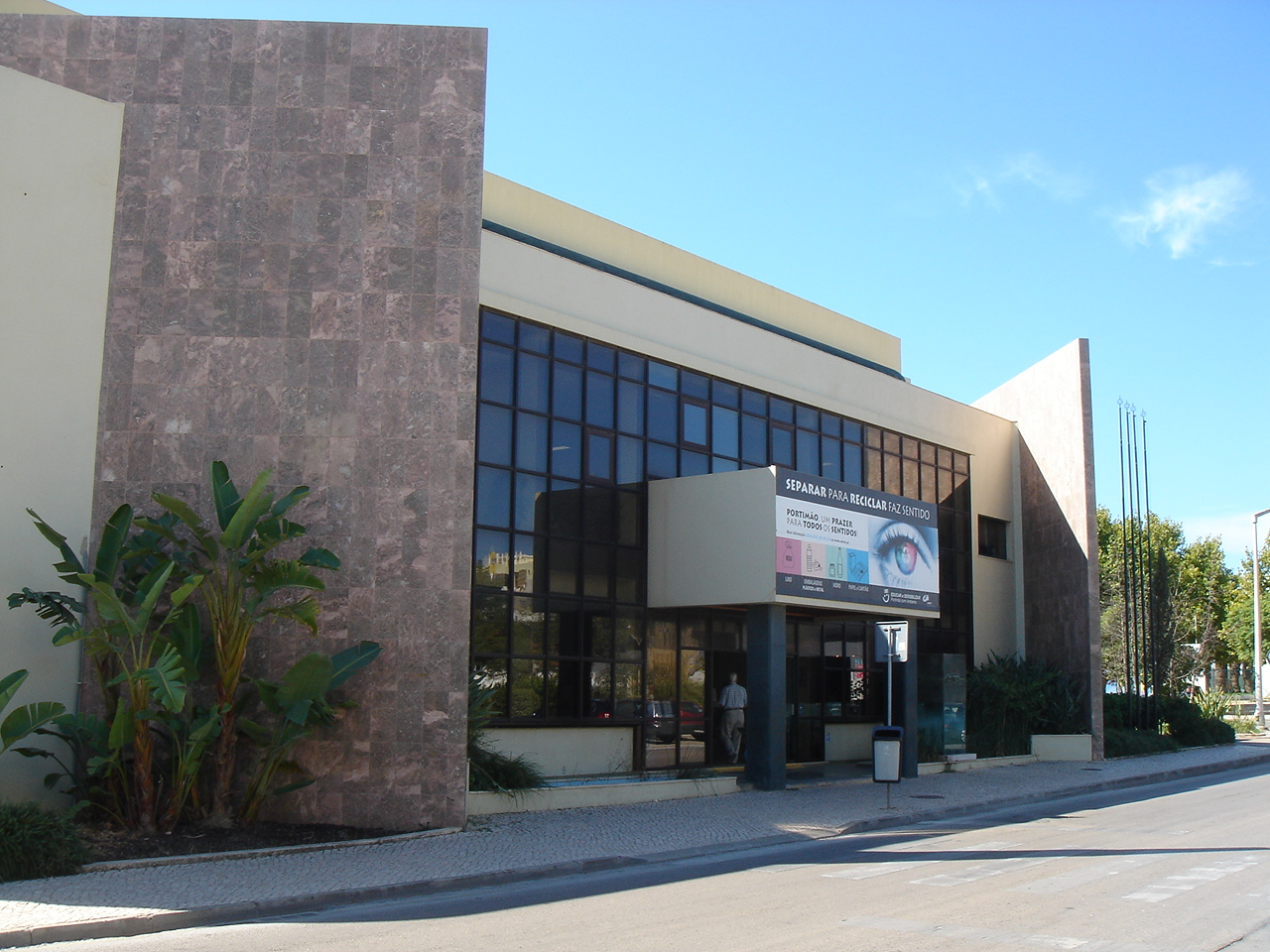
Edifício-sede da EMARP em Portimão (Portugal).

EMARP (Empresa Municipal de Águas e Resíduos de Portimão, EEM) é uma Entidade Empresarial Municipal pertencente ao município de Portimão, Algarve (sul de Portugal) que tem como objecto principal a gestão e exploração dos sistemas públicos de captação e distribuição de água para consumo público, a recolha, tratamento e rejeição de efluentes, a recolha e deposição de resíduos sólidos urbanos e a higiene pública na área do município de Portimão, empregando cerca de 350 pessoas. Tem sede na Rua José António Marques nº. 17 em Portimão.

## História
Iniciou a sua actividade em 1 de Janeiro de 2001, substituindo-se aos Serviços Municipalizados de Portimão em relação à água para consumo público e recebendo da Câmara Municipal de Portimão a vertente de saneamento. Entretanto, antes da EMARP o primeiro serviço de saneamento está relacionado com a criação da Empresa Água Sárrea & Comandita, em 1889, pelo engenheiro civil Ângelo Sárrea de Sousa Prado.
A partir de 1 de Janeiro de 2003 passou a assumir alguns aspectos da gestão dos Resíduo Sólidos Urbanos, cuja transferência total da Câmara Municipal de Portimão ocorreu a 1 de Julho de 2003.
A 1 de Setembro de 2007, e nos termos do contrato de concessão celebrado com o Município de Portimão com base no Decreto Lei 167/2000 de 5 de Agosto, transferiu a responsabilidade da recolha dos efluentes provenientes do sistema em baixa do município, seu tratamento e rejeição para drenagem final, para o Sistema Multimunicipal de Saneamento gerido pela empresa Águas do Algarve.
Em Janeiro de 2009, muda a designação de "Empresa Municipal" para "Entidade Empresarial Municipal", no seguimento das novas regras impostas pelo RJSEL (Regime Jurídico do Sector Empresarial Local).
A 13 de Janeiro de 2010 o Eng.º João Rosa assume o cargo de Director Geral cessando o anterior posto de Administrador Executivo, assegurado pelo Dr. Manuel da Luz, presidente da Câmara Municipal de Portimão em exercício.

## Ambiente Sentido
Distribui a publicação periódica mensal "Ambiente Sentuido" de que é proprietária, com a missão de sensibilizar os clientes e a população em geral com informações relacionadas com a actividade que desempenha, com destaque para as exposições periódicas que têm lugar mensalmente na área de atendimento ao público no seu edifício sede, a promoção local do movimento de partilha de livros bookcrossing, bem como os indicadores de desempenho ambiental ao nível da recolha de resíduos sólidos urbanos no município de Portimão.

## 58ª entre as melhores
Segundo o jornal Diário de Notícias de 31 de Março de 2009, a EMARP integra a lista das melhores 1500 pequenas e médias empresas, surgindo em 58º lugar, numa classificação geral baseada no volume de negócios das empresas, tendo como referência os dados de 2006, onde foi também considerada líder em dois indicadores de análise económica, nomeadamente a Autonomia Financeira e os Capitais Próprios, entre as empresas que trabalham no sector da água, energia e ambiente.